# ウェディングドレスはママの香り
『ウェディングドレスはママの香り』（ウェディングドレスはママのかおり）は、鈴賀レニによる日本の漫画作品。
『別冊なかよし』（講談社）にて1973年第4号に掲載された読み切りである。それを表題作とした短編集について説明する。

## 収録作品
ペンおじさんの色気ぐすり
『増刊なかよし』1975年7月号掲載。
アステカの空はもえて
『別冊なかよし』1975年第4号掲載。
ラバーズヒルに夢を
『増刊なかよし』1975年6月号掲載。

## 書誌情報
- ウェディングドレスはママの香り、初版発行日 1976年3月10日
  - 「ペンおじさんの色気ぐすり」「アステカの空はもえて」「ラバーズヒルに夢を」併録。

※ISBNが適用される以前の出版物のため、存在しない。